# Gabriele Rosenthal
Gabriele Rosenthal (* 19. April 1954 in Schwenningen am Neckar) ist eine deutsche Soziologin und Professorin für Qualitative Methoden der Sozialwissenschaften an der Georg-August-Universität Göttingen.

## Leben
Gabriele Rosenthal studierte Soziologie, Politikwissenschaften und Psychologie an der Universität Konstanz und absolvierte parallel eine Ausbildung zur Erziehungs- und Familienberaterin. 1986 wurde  sie an der Universität Bielefeld promoviert. Ihre venia legendi erhielt sie 1993 mit ihrer Habilitation an der Gesamthochschule Kassel bei Fritz Schütze und Regine Gildemeister.
Gabriele Rosenthal arbeitete als Wissenschaftliche Mitarbeiterin an der FU Berlin, der Universität Bielefeld und an der Gesamthochschule Kassel sowie als Gastdozentin an der Ben-Gurion-Universität des Negevs in Beʾer Scheva.
Nach Gast- und Vertretungsprofessuren an der Universität Wien, der Universität zu Köln und der Gesamthochschule Kassel mit dort anschließender Erteilung einer außerplanmäßigen Professur folgte Gabriele Rosenthal 2002 dem Ruf auf die C3-Professur für Qualitative Methoden der Sozialwissenschaften an der Georg-August-Universität Göttingen, die am Methodenzentrum Sozialwissenschaften (MZS) angesiedelt ist. Von 2009 bis 2011 war sie Dekanin der Sozialwissenschaftlichen Fakultät. Von August bis Oktober 2017 war sie als Gastprofessorin an der Pontíficia Universidade Católica do Rio Grande do Sul tätig.

## Forschungsschwerpunkte
Gabriele Rosenthal ist besonders im Bereich der Biographie- und Generationenforschung in der qualitativen Sozialforschung ausgewiesen. Dabei arbeitet sie auf Basis von international vergleichenden Fallrekonstruktionen (Fallebenen: Biographie, Familie oder Milieu) insbesondere in den Themenbereichen Migration, ethnische Zugehörigkeit und intergenerationelle Tradierung. 
Methodologisch für die Biographieforschung einflussreich ist ihre Habilitationsschrift „Erlebte und Erzählte Lebensgeschichte.“ (1995). In dieser befasst sie sich mit der Gestalt und Struktur biographischer Selbstbeschreibungen. Dabei bezieht sie sich unter anderem auf die gestalttheoretischen Überlegungen von Aron Gurwitsch und Kurt Koffka, um das dialektische Verhältnis zwischen Erleben, Erinnern und Erzählen zu erklären. Neben anderen Biographieforschern wie Peter Alheit, Wolfram Fischer und Martin Kohli entwickelte und verstand sie Biographie als ein Konzept, „das einen Weg aus der dualistischen Sackgasse von Subjekt und Gesellschaft weist“ (S. 12). Bekanntheit erlangte auch das Projekt ‚Der Holocaust im Leben von drei Generationen‘.
In diesem wurden die Folgen der Erfahrungen von Holocaust-Überlebenden ebenso wie die von Nazi-Tätern auf die diesen jeweils nachfolgenden zweiten und dritten Generationen untersucht. Die Analysen einer intergenerationalen Weitergabe der Vergangenheit basieren auf Theorien von Karl Mannheim, Alfred Schütz sowie Peter Berger und Thomas Luckmann. Darüber hinaus nimmt das Werk von Norbert Elias einen wichtigen Stellenwert in ihrer Herangehensweise ein. 
Die geographischen Schwerpunkte ihrer Forschungstätigkeiten liegen in Israel, Palästina, Florida, der Ukraine, Kasachstan, Ghana, Uganda und  den spanischen Exklaven. Charakteristisch ist ihre transnationale Herangehensweise an gegenwärtige soziale Problemlagen, wie den Folgen von Gewalt, Krieg und Flucht.

## Mitgliedschaften
Zwischen 1999 und 2003 war Gabriele Rosenthal Sprecherin der Sektion Biographieforschung in der Deutschen Gesellschaft für Soziologie (DGS). Von 2002 bis 2010 hatte sie das Amt der Präsidentin des Research Committees „Biography and Society“ der International Sociological Association (ISA) inne. Zwischen 2005 und 2012 war sie Mitglied des Konzils der Deutschen Gesellschaft für Soziologie.

## Forschungsprojekte (Auswahl)
- The social construction of border zones: a comparison of two geopolitical cases (2014–2017)
- Außenseiter und Etablierte zugleich: Palästinenser und Israelis in unterschiedlichen Figurationen (2010–2015)
- Kindersoldat(inn)en im Kontext. Biographien, familien- und kollektivgeschichtliche Verläufe in Norduganda (2014–2017)
- Kollektive Mythen und ihre transgenerationellen Folgen. Zum Selbst- und Fremdbild der Deutschen in und aus der GUS (2007–2011)
- Biographische Fallstudien von Jugendlichen in berufsvorbereitenden Bildungsmaßnahmen (2004–2005)
- Biographische Wandlungsprozesse ethnischer und kollektiver Zugehörigkeitskonstruktionen im Kontext von Migration (2006–2009)
- Der Holocaust im Leben von drei Generationen. Familienbiographien in Deutschland und in Israel (1992–1996)

## Werke (Auswahl)
- Rosenthal, G. (2018): Interpretive Social Research: An Introduction. Göttingen: Göttingen University Press.
- Bogner, A. / Rosenthal, G. (2018): KindersoldatInnen im Kontext: Biographien, familien- und kollektivgeschichtliche Verläufe in Norduganda. Göttingen:  Göttingen University Press.
- Rosenthal, G. / Bogner, A. (2017): Biographies in the Global South: Life stories embedded in figurations and discourses. Frankfurt a. M.: Campus.
- Rosenthal, G. (Ed.) (2016): Established and outsiders at the same time: Self-images and we-images of Palestinians in the West Bank and in Israel. Göttingen: Göttingen University Press.
- Rosenthal, G. (Hg.) (2015): Etablierte und Außenseiter zugleich: Selbst- und Fremdbilder von Palästinensern im Westjordanland und in Israel. Frankfurt a. M.: Campus.
- Rosenthal, G. / Stephan, V. / Radenbach, N. (2011): Brüchige Zugehörigkeiten. Wie sich Familien von „Russlanddeutschen“ ihre Geschichte erzählen. Frankfurt a. M.: Campus.
- Rosenthal, G. (2011): Interpretative Sozialforschung. In der Reihe: Grundlagentexte Soziologie. Hg. von Klaus Hurrelmann. Weinheim und München: Juventa; aktualisierte und ergänzte 3. Auflage.
- Rosenthal, G. / Bogner, A. (Ed.) (2009): Ethnicity, Belonging and Biography. Ethnographical and Biographical Perspectives. Münster: LIT Verlag / New Brunswick: Transaction.
- Rosenthal, G. (Ed.) (2009): The Holocaust in Three-Generations. Families of Victims and Perpetrators of the Nazi-Regime. Opladen: Barbara Budrich.
- Rosenthal, G. (Hg.) (1997): Der Holocaust im Leben von drei Generationen. Familien von Überlebenden der Shoah und von Nazi-Tätern. Gießen: Psychosozial Verlag.
- Rosenthal, G. (1995): Erlebte und erzählte Lebensgeschichte. Gestalt und Struktur biographischer Selbstbeschreibungen. Frankfurt a. M.: Campus.
- Rosenthal, G. (Hg.) (1990): „Als der Krieg kam, hatte ich mit Hitler nichts mehr zu tun“. Zur Gegenwärtigkeit des „Dritten Reiches“ in erzählten Lebensgeschichten. Opladen: Leske & Budrich.
- Rosenthal, G. (1987): „…Wenn alles in Scherben fällt…“ Von Leben und Sinnwelt der Kriegsgeneration. Wiesbaden: VS Verlag für Sozialwissenschaften.